# Frank Craven
Frank Craven (Boston, 24 agosto 1875 – Beverly Hills, 1º settembre 1945) è stato un attore, sceneggiatore e regista statunitense.

## Filmografia parziale

### Attore
- The Very Idea, regia di Frank Craven e Richard Rosson (1929)
- Montagne russe (State Fair), regia di Henry King (1932)
- City Limits, regia di William Nigh (1934)
- La costa dei barbari (Barbary Coast), regia di Howard Hawks (1935)
- La provinciale (Small Town Girl), regia di William A. Wellman (1936)
- Piccoli G-men (Penrod and Sam), regia di William C. McGann (1937)
- You're Only Young Once, regia di George B. Seitz (1937)
- Miracles for Sale, regia di Tod Browning (1939)
- La nostra città (Our Town), regia di Sam Wood (1940)
- La città del peccato (City for Conquest), regia di Anatole Litvak (1940)
- Dreaming Out Loud, regia di Harold Young (1940)
- La ribelle del West (The Lady from Cheyenne), regia di Frank Lloyd (1941)
- In questa nostra vita (In This Our Life), regia di John Huston (1942)
- Girl Trouble, regia di Harold D. Schuster (1942)
- La febbre dell'oro nero (Pittsburgh), regia di Lewis Seiler (1942)
- Prigioniera di un segreto (Keeper of the Flame), regia di George Cukor (1942)
- Il figlio di Dracula (Son of Dracula), regia di Robert Siodmak (1943)
- Jack London, regia di Alfred Santell (1943)
- La mia migliore ragazza (My Best Gal), regia di Anthony Mann (1944)
- Destiny, regia di Reginald Le Borg (1944)
- Gioia di vivere (Forever Yours), regia di William Nigh (1945)
- Colonel Effingham's Raid, regia di Irving Pichel (1945)

### Sceneggiatore
- Handle with Care (1932)
- Montagne russe (State Fair) (1933) - contributo, non accreditato
- Il suo ufficiale di marina (Her First Mate) (1933) - soggetto
- I figli del deserto (Sons of the Desert) (1933) - soggetto
- The Human Side (1934)
- That's Gratitude (1934)
- La corazzata Congress (Annapolis Farewell) (1935)
- La nostra città (Our Town) (1940)
- Vivendo un sogno (When the Lights Go on Again) (1944)

### Regista
- The Very Idea (1929)
- That's Gratitude (1934)